# Cornelis Saftleven

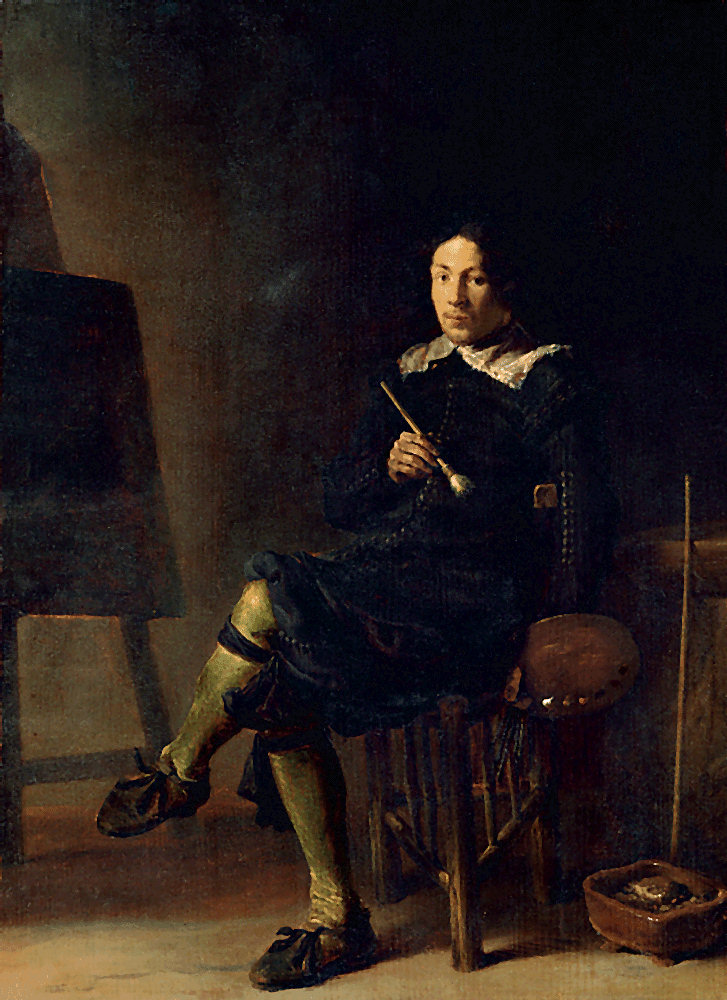
Autorretrato ante el caballete, 1629. Óleo sobre tabla, 31 x 23 cm, Museo del Louvre.

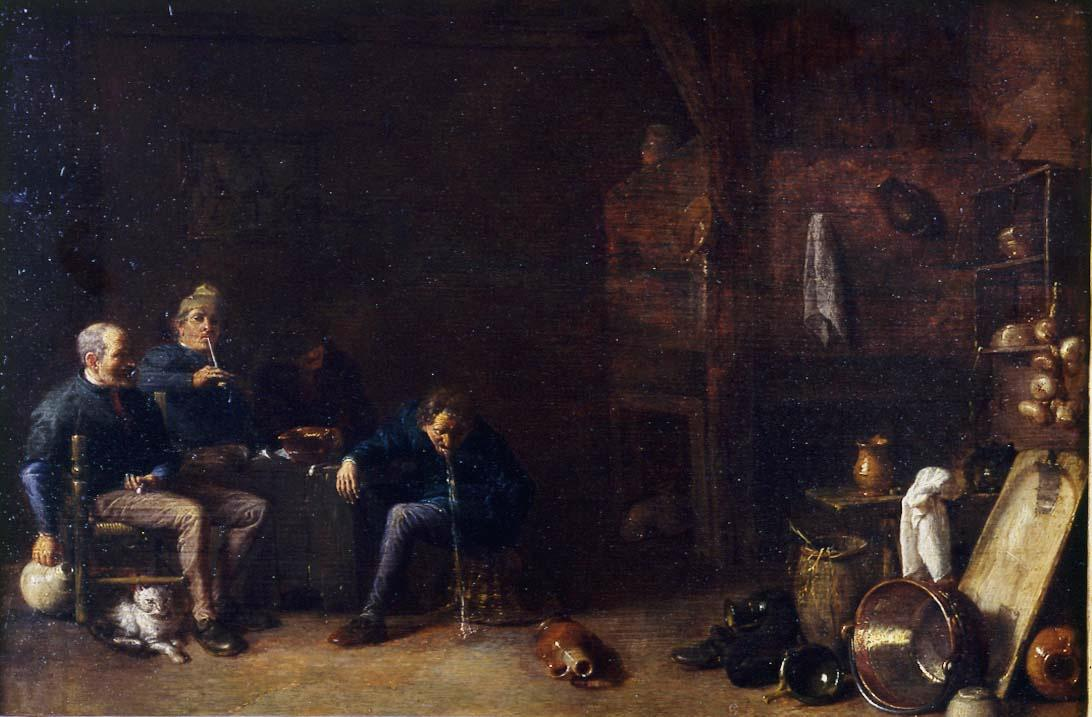
Escena de taberna, óleo sobre tabla, 36 x 54 cm, Madrid, Real Academia de Bellas Artes de San Fernando.

Cornelis Saftleven (Gorcum, 1607-Róterdam, 1 de junio de 1681) fue un pintor barroco neerlandés, especializado en los paisajes y la pintura de género con escenas campesinas y pequeñas figuras.
Nacido en Gorcum, debió de establecerse tempranamente en Róterdam con su padre, también pintor, con quien parece probable que se iniciase en la pintura, fallecido en 1627 cuando Cornelis contaba solo veinte años. En 1632 se le documenta en Róterdam y poco después en Amberes donde entró en contacto con Rubens, quien pintó las figuras de algunos de sus cuadros. A la muerte de este, en 1640, se inventariaron entre sus bienes ocho pinturas de Saftleven, cuatro de ellas con figuras del propio Rubens. La influencia del maestro flamenco en la obra de Saftleven, con todo, es pequeña y ningún cuadro fruto de esa colaboración se conoce. En 1637, tras una corta estancia en Utrecht donde residía su hermano Herman Saftleven (1609-1685), con quien colaboró en algún retrato familiar, retornó a Róterdam, donde en 1667 fue designado decano del gremio local de pintores.
Aunque el grueso de su producción lo forman los paisajes con figuras y las pinturas de género, con escenas campesinas y de taberna, al modo de David Teniers el Joven y de Adriaen Brouwer, pintó también cuadros historiados con motivos religiosos y mitológicos y algún retrato junto con un elevado número de estudios de animales utilizados en sus pinturas de establos e interiores campesinos, género nuevo en la pintura holandesa del que los hermanos Saftleven pueden ser considerados iniciadores.
Tuvo como discípulos a Ludolf de Jongh y Abraham Hondius. 
Falleció en los primeros días de junio de 1681 y fue enterrado en la iglesia protestante francesa de Róterdam el 5 de ese mes.